# Zsuzsanna Horváth (cestista 1949)
Zsuzsanna Horváth, coniugata Verbőcziné (Miskolc, 20 marzo 1949), è un'ex cestista ungherese.

## Carriera
Con l'Ungheria ha disputato i Campionati mondiali del 1975 e due edizioni dei Campionati europei (1972, 1974).